# Ines Schüttengruber
Ines Schüttengruber (* 26. Mai 1986 in Wiener Neustadt) ist eine österreichische Organistin, Pianistin, Cembalistin und Musikpädagogin.

## Leben
Ines Schüttengruber begann ihre musikalische Ausbildung im Jahre 2000 am Josef-Matthias-Hauer-Konservatorium der Stadt Wiener Neustadt bei Eugenie Russo. 2004 erhielt sie das Bösendorferdiplom und das Diplom im Konzertfach Klavier erlangte sie 2009 mit Auszeichnung.
2004 begann sie parallel zu ihrer Ausbildung in Wiener Neustadt Studien an der Musikuniversität Wien. Das Studium „Instrumental- und Gesangspädagogik (IGP) Klavier“ bei Peter Barcaba beendete sie 2009 mit dem Bakkalaureat und dem Diplom mit Auszeichnung, „IGP Orgel“ bei Peter Planyavsky 2010 mit dem Bakkalaureat und dem Diplom mit Auszeichnung und das „Instrumentalstudium Orgel“ bei Peter Planyavsky 2011 mit dem Diplom mit Auszeichnung.
Von 2007 bis 2014 absolvierte sie das Cembalostudium bei Wolfgang Glüxam an der Musikuniversität Wien und erreichte das IGP–Bakkalaureat 2011 mit Auszeichnung. Zwischendurch absolvierte sie 2009/10 ein Erasmus-Studium Orgel, Klavier, Cembalo und Clavichord am Conservatorium van Amsterdam und besuchte Meisterklassen in Haarlem, Bremen und Paris unter anderem bei Harald Vogel, Martin Haselböck, Jos van der Kooy, Ewald Kooiman und Zsigmond Szathmáry. Ihre Ausbildung wurde auch durch ein Leistungsstipendium der Musikuniversität Wien, ein Stipendium der Alban Berg Stiftung und ein Martha-Sobotka-Stipendium ermöglicht.
Schüttengruber begann 2005 eine Unterrichtstätigkeit an der Musikschule Katzelsdorf, wo sie bis 2014 Klavier, Orgel und Korrepetition unterrichtete. Im Sommersemester 2010 erhielt sie einen Lehrauftrag für Korrepetition am Institut für Musikpädagogik der Musikuniversität Wien.
Von 2010 bis 2017 gab sie Klavier-Instrumentalunterricht am BORG Wiener Neustadt. 2012/2013 führte sie ein Lehrauftrag des Instituts für Orgel, Orgelforschung und Kirchenmusik wieder an die Musikuniversität Wien. Seit 2013 ist sie künstlerische Leiterin der Sommerkonzerte Melk und seit Oktober 2014 hat sie neuerlich einen Lehrauftrag an der Musikuniversität Wien. Am Institut für Klavier Konzertfach unterrichtet sie dort Klavierpraktikum, historische Tasteninstrumente, Klavier- und Orgelpraktikum sowie Orgel-Freifach für Pianisten.
Ines Schüttengruber übt rege Konzerttätigkeit sowohl in solistischer Besetzung als auch mit Duos (wie etwa Saxophon und Orgel) und Ensembles im In- und Ausland aus. Dabei kam es auch zu Orgel- und Klavier-Uraufführungen in den Niederlanden, Deutschland und Österreich.
Sie spielte in der Oude Kerk (Amsterdam), der Stiftskirche Melk, dem RadioKulturhaus Wien mit Live-Übertragung in Ö1, der Schottenkirche (Wien), der Westerkerk (Amsterdam), der Jesuitenkirche (Wien) und gab Orgelkonzerte in Tihany, im Grazer Dom, in Kassel St. Martin, im Dom zu Magdeburg, in der Sophienkirche und Schöneberg/Heilsbronn in Berlin. Außerdem zahlreiche Uraufführungen. Widmungsträgerin zahlreicher Kompositionen.
Konzerte spielte sie an die Elbphilharmonie Hamburg (2018), in der Oper Berlin, in der Semperoper Dresden, im Wiener Konzerthaus, im Theater an der Wien (in der Hölle, 2025) mit dem Kunstpfeifer Nikolaus Habjan. 2023 führte sie eine Tournee mit den Wiener Philharmonikern und Christian Thielemann in die USA / Alpensinfonie. 2024 Tournee mit den Wiener Philharmonikern unter Franz Welser-Möst. Salzburger Festspiele 2024: Alpensinfonie/Dudamel, Lobgesang/Blomstedt. 2024 Kassel: Rheinberger 1. Orgelkonzert. 2024 Musikverein, historische Claviere aus der Schatzkammer. 2025 Mozartwoche Salzburg: Wiener Philharmoniker/Thomas Guggeis/Orgelpositiv und Cembalo Brandenburg 1. Konzert. Arien aus Giulio Cesare. Außerdem Wassermusik und Bortniaskij Suite.

## Auszeichnungen
- 2017: Niederösterreichischer Kulturpreis – Anerkennungspreis in der Kategorie Musik[3]
- Schüttengruber wurde mehrmals bei Prima-la-musica-Wettbewerben ausgezeichnet.[1]

## Diskografie
- Die 5 Orgeln des Stiftes Melk CD mit Solo-Werken aus den unterschiedlichsten Epochen.[4]
- 4 CDs an historischen Hammerklavieren. 2022 Walter, Erler, Müller, Nannette Streicher (KHM)
- 3 CDs Sax & Orgel mit Josef Schultner